# Украинка (Белогорский район, Крым)
Украи́нка (до 2012 года Украи́нское, до 1948 года Тубенко́й, до 2-й пол. XIX века Кадыэскерко́й; укр. Українка, крымскотат. Töbenköy, Тёбенкой) — село в Белогорском районе Республики Крым, входит в состав Зуйского сельского поселения (согласно административно-территориальному делению Украины — Зуйского поселкового совета Автономной Республики Крым).

## Население
| 2001 | 2014 |
| ---- | ---- |
| 93   | ↗98  |

Всеукраинская перепись 2001 года показала следующее распределение по носителям языка
| Язык             | Процент |
| ---------------- | ------- |
| русский          | 50.54   |
| крымскотатарский | 34.41   |
| украинский       | 15.05   |

### Динамика численности
| - 1805 год — 106 чел. - 1864 год — 22 чел. - 1889 год — 192 чел. - 1892 год — 17 чел. - 1902 год — 90 чел. - 1915 год — 75/6 чел. | - 1926 год — 150 чел. - 1939 год — 130 чел. - 1989 год — 55 чел. - 2001 год — 93 чел. - 2009 год — 89 чел. - 2014 год — 98 чел. |

## Современное состояние
На 2017 год в Украинке числится 1 улица — Центральная; на 2009 год, по данным поссовета, село занимало площадь 34,7 гектара на которой, в 30 дворах, проживало 89 человек. В селе действуют сельский клуб. Украинка связана автобусным сообщением с Симферополем и соседними населёнными пунктами.

## География
Небольшое село Украинское находится на северо-западе района. Расположено в степной зоне Крыма, в долине Зуи, на обоих берегах реки. Высота над уровнем моря — 171 м. Соседние сёла: Владимировка — примерно в 1,2 км выше по долине и Новожиловка — в 3,5 км на северо-запад. Расстояние до райцентра — около 33 километров (по шоссе), расстояние до железнодорожной станции Симферополь — примерно 29 километров. Транспортное сообщение осуществляется по региональной автодороге 35Н-111 Анновка — Зуя (по украинской классификации — С-0-10335).

## История
Первое документальное упоминание села встречается в Камеральном Описании Крыма… 1784 года, судя по которому, в последний период Крымского ханства Казы Аскер Кесек входил в Зуинский кадылык Акмечетского каймаканства.
После присоединения Крыма к России (8) 19 апреля 1783 года, (8) 19 февраля 1784 года, именным указом Екатерины II сенату, на территории бывшего Крымского Ханства была образована Таврическая область и деревня была приписана к Симферопольскому уезду. После Павловских реформ, с 1796 по 1802 год, входила в Акмечетский уезд Новороссийской губернии. По новому административному делению, после создания 8 (20) октября 1802 года Таврической губернии, Ашага-Баши были включён в состав Кадыкойской волости Симферопольского уезда.
По Ведомости о всех селениях в Симферопольском уезде состоящих с показанием в которой волости сколько числом дворов и душ… от 9 октября 1805 года, в деревне Казыаскер числилось 20 дворов и 106 жителей, исключительно крымских татар. На военно-топографической карте генерал-майора Мухина 1817 года обозначен Казыэскер с 15 дворами. После реформы волостного деления 1829 года деревню Кады Эскер Кой, согласно «Ведомости о казённых волостях Таврической губернии 1829 года», переподчинили из Кадыкойской волости в Айтуганскую. На карте 1836 года в деревне 19 дворов. Затем, видимо, в результате эмиграции крымских татар, деревня заметно опустела и на карте 1842 года деревня Кады-Эскер-кой обозначена условным знаком «малая деревня», то есть, менее 5 дворов
В 1860-х годах, после земской реформы Александра II, деревню приписали к Зуйской волости. В «Списке населённых мест Таврической губернии по сведениям 1864 года», составленном по результатам VIII ревизии 1864 года, Кады-Эскеркой (или Тюбенькой) — владельческая татарская деревня с 4 дворами, 22 жителями и 2 мечетями при речке Зуе (на трёхверстовой карте Шуберта 1865—1876 года в деревне Кадытубек-Кой обозначено 11 дворов). В «Памятной книге Таврической губернии 1889 года» по результатам Х ревизии 1887 года записан Тюбень-Кой с 42 дворами и 192 жителем
После земской реформы 1890 года, Тубенкой (или Кады-Аскер-Кой) отнесли к Табулдинской волостии. Согласно «…Памятной книжке Таврической губернии на 1892 год», в деревне Кады-Эскер-Кой, входившей в Алексеевское сельское общество, числилось 17 жителей в 4 домохозяйствах, все безземельные. По «…Памятной книжке Таврической губернии на 1902 год» в деревне Кады-Эскер-Кой (она же Тубенкой, или экономия Кипчакского), приписанной к волости для счёта, числилось 90 жителей в 18 домохозяйствах. По Статистическому справочнику Таврической губернии. Ч.II-я. Статистический очерк, выпуск шестой Симферопольский уезд, 1915 год, в деревне и экономии Тубенкой (она же Кады-Эскер-Кой) (Кипчакских) Табулдинской волости Симферопольского уезда числилось 11 дворов с татарским населением в количестве 75 человек приписных жителей и 6 — «посторонних», из которых 41 мужчина и 40 женщин. 10 дворов были безземельные, в экономии числилось 789 десятин удобной земли. В хозяйствах имелось 68 лошадей, 34 вола, 16 коров и 372 головы мелкого скота.
После установления в Крыму Советской власти, по постановлению Крымревкома от 8 января 1921 года была упразднена волостная система и село включили в состав вновь созданного Сарабузского района Симферопольского уезда, а в 1922 году уезды получили название округов. 11 октября 1923 года, согласно постановлению ВЦИК, в административное деление Крымской АССР были внесены изменения, в результате которых был ликвидирован Сарабузский район и образован Симферопольский и село включили в его состав. Согласно Списку населённых пунктов Крымской АССР по Всесоюзной переписи 17 декабря 1926 года, в селе Тубенкой-Кади-Эскер-Кой, Осминского сельсовета Симферопольского района, числилось 35 дворов, из них 34 крестьянских, население составляло 150 человек, из них 127 татар, 19 русских, 3 немца, 1 записан в графе «прочие», действовала татарская школа. Постановлением ВЦИК от 10 июня 1937 года был образован новый, Зуйский район, в который вошло село. По данным всесоюзной переписи населения 1939 года в селе проживало 130 человек.
Вскоре после освобождения Крыма, согласно Постановлению ГКО № 5859 от 11 мая 1944 года, все крымские татары были депортированы в Среднюю Азию. А уже 12 августа 1944 года было принято постановление № ГОКО-6372с «О переселении колхозников в районы Крыма» и в сентябре 1944 года в район приехали первые новоселы (212 семей) из Ростовской, Киевской и Тамбовской областей, а в начале 1950-х годов последовала вторая волна переселенцев из различных областей Украины. С 25 июня 1946 года Тубенкой в составе Крымской области РСФСР. Указом Президиума Верховного Совета РСФСР, от 18 мая 1948 года, Тубенкой был переименован в Украинское. 26 апреля 1954 года Крымская область была передана из состава РСФСР в состав УССР. После ликвидации в 1959 году Зуйского района, село включили в состав Симферопольского. Время включения в Литвиненковский сельсовет пока не установлено: на 15 июня 1960 года село уже числилось в его составе. Указом Президиума Верховного Совета УССР «Об укрупнении сельских районов Крымской области», от 30 декабря 1962 года Симферопольский район был упразднён и село присоединили к Белогорскому. На 1968 год село уже входило в состав Зуйского поссовета. Время закрепления названия Украинка пока не установлено — в справочнике «Крымская область. Административно-территориальное деление на 1 января 1977 года» ещё фигурирует вариант Украинское. По данным переписи 1989 года в селе проживало 55 человек. С 12 февраля 1991 года село в восстановленной Крымской АССР, 26 февраля 1992 года переименованной в Автономную Республику Крым. С 21 марта 2014 года в составе Крыма аннексирована Россией.

## Хутор Тубенкой (русский)
Располагался, примерно, в 1 км ниже по течению реки Зуи, встречается на карте Крымского Статистического Управления 1922 года, по Списку населённых пунктов Крымской АССР по Всесоюзной переписи 17 декабря 1926 года на хуторе, того же сельсовета было 12 дворов и 60 жителей (57 русских и 3 татар).